# Michka Assayas
Michka Assayas fr: mi'ʃka asajas, (ur. 2 listopada 1958 w Paryżu) – francuski pisarz i dziennikarz, zajmujący się tematyką muzyki rockowej. Redaktor naczelny wydanego w 2000 roku trzytomowego wydawnictwa Dictionnaire du rock.

## Niektóre publikacje
- Les années vides, powieść, 1990
- Dans sa peau, powieść, 1994
- Les Beatles et les années 60 (współautor), 1996
- Dictionnaire du rock, 2000
- Exhibition, powieść, 2002
- Bono on Bono, wywiad-rzeka z Bono, 2005